# Романченко, Владимир Александрович
Влади́мир Алекса́ндрович Рома́нченко (род. 22 июня 1932) — советский, российский дипломат. Чрезвычайный и полномочный посол (20 августа 1990).

## Биография
Окончил Московский государственный институт международных отношений (МГИМО) МИД СССР и Высшую дипломатическую школу МИД СССР. 
- С 25 марта 1987 по 5 января 1994 года — чрезвычайный и полномочный посол СССР, затем Российской Федерации (с 1991) на Ямайке[2][3].
- С 20 августа 1990 по 5 января 1994 года — чрезвычайный и полномочный посол СССР, затем Российской Федерации (с 1991) в Антигуа и Барбуде по совместительству[4][3].

## Награды
- Орден «Знак Почёта»

## Семья
Женат, имеет двоих детей.